# João Xifilino
João Xifilino (em grego: Ἰωάννης Η΄ Ξιφιλῖνος; em latim: Joannes Xiphilinus), dito Epitomator por sua epítome de Dião Cássio, viveu em Constantinopla durante segunda metade do século XI. Ele foi um monge e era sobrinho do patriarca João VIII de Constantinopla, um pregador renomado.

## Vida e obras
A epítome de Dião foi preparada por ordem de Miguel VII Ducas (1071 - 1078), mas infelizmente não sobreviveu completa. Atualmente, ela contém os livros 36 até 80, o período que inclui a época de Pompeu Magno e Júlio César até Alexandre Severo. No livro 70, o reinado de Antonino Pio e os primeiros anos de Marco Aurélio parecem ter se perdido na cópia sobrevivente, enquanto que nos livros 78 e 79, um original mutilado deve ter sido usado na cópia. Xifilino dividiu a obra em seções, cada uma contendo a vida de um imperador. Ele omitiu os nomes dos cônsules e, por vezes, alterou ou emendou o original. A epítome é valiosa por preservar os principais incidentes de uma época na qual a obra autoritativa de Dião está em falta.
Veja a edição Dio Cassius de H Reimar, ii; Dio de J. Melber na série de Teubner; C. Wachsmuth, Einleitung in das Studium der alten Geschichte (1895) e W. Christ, Geschichte der griechischen Litteratur (1808).